# 戸倉 (あきる野市)
戸倉（とくら）は、東京都あきる野市の大字。住居表示未実施区域。

## 地理
あきる野市の西部に位置し、西に乙津、北西に養沢、北に深沢、北東に入野と五日市、東に小中野と小和田、南東に八王子市上川町と八王子市美山町と八王子市小津町、南に八王子市上恩方町、南西に檜原村と接している。また、面積は、あきる野市の中で最大である。

### 河川
- 秋川
- 盆堀川
- 刈寄川

### 地価
住宅地の地価は、2025年（令和7年）1月1日の公示地価によれば、戸倉字西戸倉525番3の地点で3万5000円/m2となっている。

## 世帯数と人口
2025年（令和7年）6月30日現在（あきる野市発表）の世帯数と人口は以下の通りである。
- 世帯数 : 328世帯
- 人口 : 648人

### 人口の変遷
国勢調査による人口の推移。
| 年                 | 人口 |
| ------------------ | ---- |
| 2000年（平成12年） | 983  |
| 2005年（平成17年） | 900  |
| 2010年（平成22年） | 785  |
| 2015年（平成27年） | 735  |
| 2020年（令和2年）  | 673  |

### 世帯数の変遷
国勢調査による世帯数の推移。
| 年                 | 世帯数 |
| ------------------ | ------ |
| 2000年（平成12年） | 301    |
| 2005年（平成17年） | 304    |
| 2010年（平成22年） | 287    |
| 2015年（平成27年） | 271    |
| 2020年（令和2年）  | 278    |

## 学区
市立小・中学校に通う場合、学区は以下の通りとなる（2025年4月時点）。
- 区域 : 全域
  - 小学校 : あきる野市立五日市小学校
  - 中学校 : あきる野市立五日市中学校

## 交通

### 道路
- 東京都道33号上野原あきる野線
- 東京都道201号十里木御嶽停車場線

## 事業所
2021年（令和3年）現在の経済センサス調査による事業所数と従業員数は以下の通りである。
- 事業所数 : 29事業所
- 従業員数 : 185人

### 事業者数の変遷
経済センサスによる事業所数の推移。
| 年                 | 事業者数 |
| ------------------ | -------- |
| 2016年（平成28年） | 36       |
| 2021年（令和3年）  | 29       |

### 従業員数の変遷
経済センサスによる従業員数の推移。
| 年                 | 従業員数 |
| ------------------ | -------- |
| 2016年（平成28年） | 240      |
| 2021年（令和3年）  | 185      |

## 施設
- 戸倉キャンプ場
- 光厳寺

## その他

### 日本郵便
- 郵便番号 : 190-0173[3]（集配局 : あきる野郵便局[14]）。